# Les Cerqueux
Ne doit pas être confondu avec Les Cerqueux-sous-Passavant.
Les Cerqueux sont une commune française située dans le département de Maine-et-Loire, en région Pays de la Loire.
Son territoire, situé à l’extrême sud du département, est essentiellement rural.
Sa proximité avec le département des Deux-Sèvres est telle que la mairie et l'église des Cerqueux en sont situées à moins de 300 mètres, accroissant l'attractivité de la commune (économique et scolaire) sur les fermes et villages proches de Nueil-les-Aubiers et de l'ancienne commune de Saint-Aubin-de-Baubigné intégrée à Mauléon.

## Géographie

### Localisation
La commune angevine des Cerqueux se situe dans le sud du département, à 19 km au sud-est de Cholet et à 53 km au sud d'Angers. Elle fait partie du département de Maine-et-Loire et de l’arrondissement de Cholet.
Le bourg, situé sur un plateau de 148 m d’altitude, est traversé par la départementale 147 allant des Deux-Sèvres, et provenant de Saint-Aubin de Baubigné, vers Somloire et Vihiers. C’était, il y a trois siècles, la seule voie de communication empierrée figurant sur les cartes officielles. La départementale 148, venant d’Yzernay, aboutit aussi dans la commune. Au XVIIIe siècle il ne s’agissait que d’un chemin épousant les mêmes contours que la route actuelle.
Sa superficie actuelle est de 1 386 hectares. Cette surface était sensiblement plus importante au XVIIIe siècle, quand le domaine de la Sévrie faisait partie de la paroisse avant d’être rattaché aux Deux-Sèvres et donc à Saint-Aubin-de-Baubigné au moment de la Révolution.
Sa longitude est de 0° 38’ 26 ouest et sa latitude de 47° 00’ 01 nord, la même que Québec.

### Communes limitrophes
Les communes les plus proches sont Somloire (4,6 km), Yzernay (5,3 km), Nueil-les-Aubiers (7,8 km), Saint-Aubin de Baubigné (8 km), Etusson (9,7 km).

### Géologie et relief
Géologiquement rattaché aux Mauges, le sous-sol appartient au Massif armoricain, composé essentiellement de terrain métamorphique (granit) et de schiste. Ce sous-sol granitique a justifié la présence de deux carrières d’extraction sur la commune.
Comme dans l’ensemble du Massif armoricain, la masse de roches constituant l’essentiel du sous-sol a été soulevée et fragmentée durant l’Ère primaire (plissement hercynien). Les déformations ont été accompagnées et suivies de phases d’érosion provoquant l’émergence de collines arrondies, développées en majeure partie dans les granits.
Comme en Vendée et dans le Poitou tout proche, les points culminants correspondent aux sommets de ces collines et portent parfois le nom de Puy : Puy Crapaud à Pouzauges avec 269 m, Puy Louet aux Aubiers avec 173 m, Puy Aubrun aux Cerqueux avec près de 186 mètres.
Le bourg de la commune, est placé au centre du territoire variant du plus bas à 139 m jusqu’au plus haut à 186 m.

### Topographie
Son territoire se situe sur l'unité paysagère du plateau des Mauges. Le paysage des Cerqueux s’apparente à celui de la Vendée bocagère avec les arbres et les haies encore très présents. Comme dans tout le bocage, la plupart des champs sont entourés de haies vives où poussent chèvrefeuille, églantier, houx, aubépine et sureau.
De même qu'en Vendée, la tuile (canal ou tiges de botte) est employée quasiment partout dans l'habitat rural alors que l’utilisation du schiste et du granit dans les constructions anciennes évoque aussi la Bretagne toute proche.
On ne trouve que peu de bois ou de taillis sur la commune, à part près de l'ancien château de Daillon. Ce même village de Daillon était, jusqu’à une période récente, le seul à posséder un étang digne de ce nom, quoique situé sur la commune de Somloire.

### Hydrographie
Aucune rivière d’importance n’irrigue ni ne traverse la commune. Seul, le ruisseau La Pommeraye qui prend sa source dans l’étang du Moulin de la Sévrie, délimite plus ou moins les frontières des Cerqueux et donc du Maine-et-Loire avec les Deux-Sèvres tout proches, entre le village du Plessis et celui de La Sallée. Il rejoint l’Ouère à Somloire avant que celle-ci ne se jette dans l’Argenton qui rejoint lui-même le Thouet, affluent de la Loire dans laquelle il se fond à Saumur.
Ainsi la commune possède la particularité d’avoir deux bassins versants et donc deux schémas d'aménagement et de gestion des eaux (SAGE). Celui du Thouet pour la raison évoquée ci-dessus, le second étant celui de la Sèvre Nantaise.
La ligne de partage des eaux des deux versants passe, à son sommet, au niveau des bâtiments d’exploitation
de la ferme de Roulais.

### Climat
Pour des articles plus généraux, voir Climat des Pays de la Loire et Climat de Maine-et-Loire.
En 2010, le climat de la commune est de type climat océanique altéré, selon une étude du CNRS s'appuyant sur une série de données couvrant la période 1971-2000. En 2020, Météo-France publie une typologie des climats de la France métropolitaine dans laquelle la commune est exposée à un climat océanique et est dans la région climatique Moyenne vallée de la Loire, caractérisée par une bonne insolation (1 850 h/an) et un été peu pluvieux.
Pour la période 1971-2000, la température annuelle moyenne est de 11,5 °C, avec une amplitude thermique annuelle de 14,3 °C. Le cumul annuel moyen de précipitations est de 833 mm, avec 12,1 jours de précipitations en janvier et 6,6 jours en juillet. Pour la période 1991-2020, la température moyenne annuelle observée sur la station météorologique de Météo-France la plus proche, sur la commune de Nueil-les-Aubiers à 8 km à vol d'oiseau, est de 12,0 °C et le cumul annuel moyen de précipitations est de 812,2 mm,. Pour l'avenir, les paramètres climatiques de la commune estimés pour 2050 selon différents scénarios d'émission de gaz à effet de serre sont consultables sur un site dédié publié par Météo-France en novembre 2022.

## Urbanisme

### Typologie
Au 1er janvier 2024, Les Cerqueux sont catégorisés commune rurale à habitat dispersé, selon la nouvelle grille communale de densité à sept niveaux définie par l'Insee en 2022.
Elle est située hors unité urbaine. Par ailleurs la commune fait partie de l'aire d'attraction de Cholet, dont elle est une commune de la couronne,. Cette aire, qui regroupe 26 communes, est catégorisée dans les aires de 50 000 à moins de 200 000 habitants,.

### Occupation des sols
L'occupation des sols de la commune, telle qu'elle ressort de la base de données européenne d’occupation biophysique des sols Corine Land Cover (CLC), est marquée par l'importance des territoires agricoles (95,6 % en 2018), en diminution par rapport à 1990 (97,6 %). La répartition détaillée en 2018 est la suivante : 
zones agricoles hétérogènes (39,3 %), terres arables (34,9 %), prairies (21,4 %), zones urbanisées (4,4 %). L'évolution de l’occupation des sols de la commune et de ses infrastructures peut être observée sur les différentes représentations cartographiques du territoire : la carte de Cassini (XVIIIe siècle), la carte d'état-major (1820-1866) et les cartes ou photos aériennes de l'IGN pour la période actuelle (1950 à aujourd'hui).

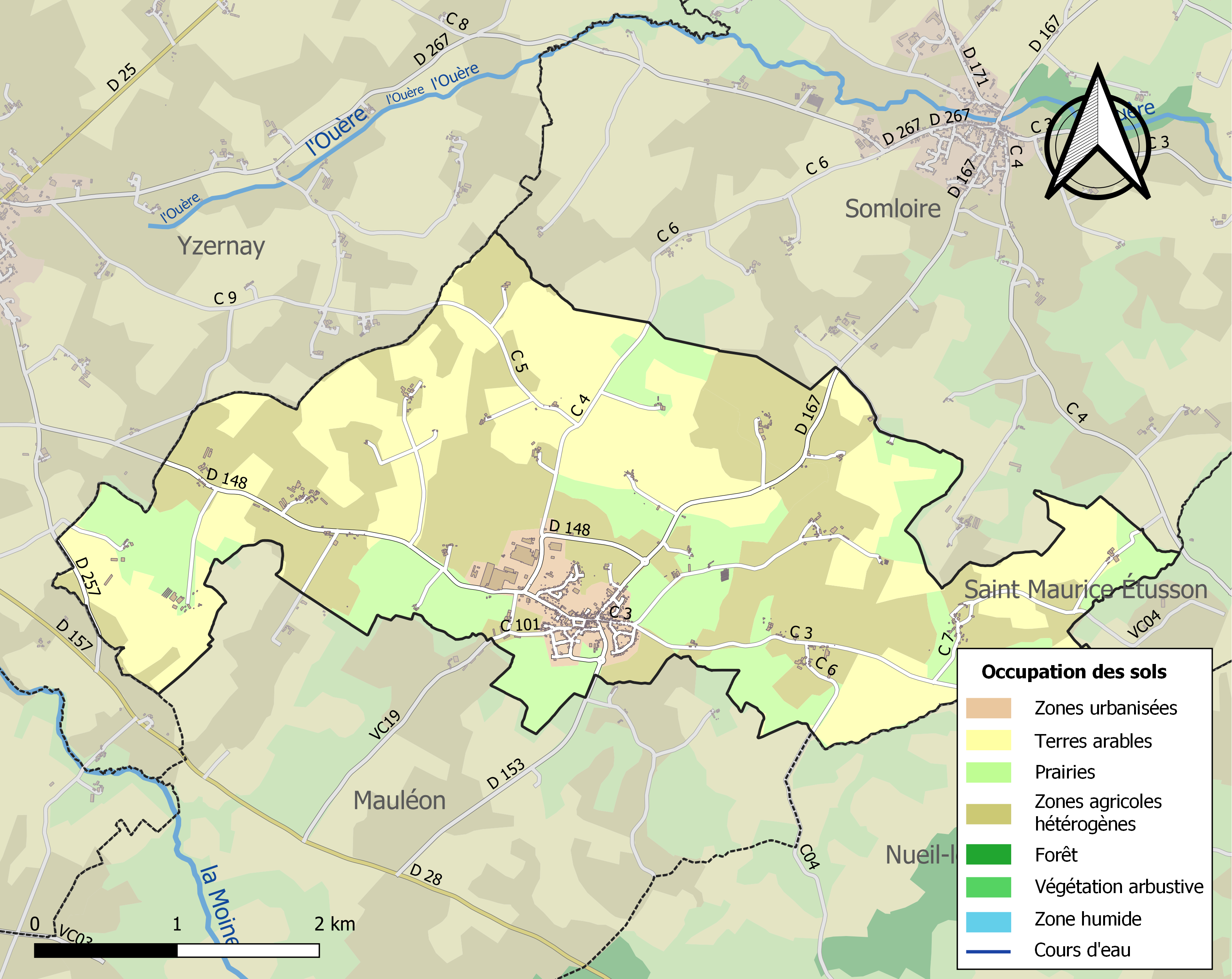
Carte des infrastructures et de l'occupation des sols de la commune en 2018 (CLC).

## Toponymie et héraldique

### Toponymie
Au fil du temps, la paroisse puis la commune se verront nommées de bien d’autres façons jusqu’à l’appellation « les Cerqueux » actuelle : 1169 Sarcos, 1308 Les Sarquex de Monlevrer, 1630 les Sercueils de la Sevrie, 1603-1615 Les Serqueulx-de-M., 1615 les Serqueulx soubz M., 1617 de Cerqueux, 1653-1654 Serqueux de la Séverie, les Cercueils de Maulévrier, 1668 Cercogagi de Mallevrario, 1790 Les Cercueils de Maulévrier, Les Cerqueux de Maulévrier, 1996 Les Cerqueux (Journal officiel du 10 août 1996),,.
Mais peut-être l’étymologie du nom « Cerqueux » remonte-t-elle à des époques plus anciennes. Le mot Cerqueux pourrait être un vieux mot gallo-romain dérivé du mot latin Circus, cercle, et synonyme de Chromlech, mot moderne formé avec des racines celtiques (chrom, cercle et lech, pierre sacrée).
Jean Alexandre, linguiste et traducteur, fait naître l’étymologie des Cerqueux depuis « cercueils », dérivé du latin sarcofagus, le mot cercueil désignant alors un tombeau. On peut en déduire qu'il s'agissait d'un lieu de sépulture pour les premiers seigneurs de Maulévrier. Tout en précisant qu'aucun seigneur de Maulévrier n'y fut jamais enterré.
Nom des habitants (gentilé) : Les Cerquois, Cerquoises.

### Héraldique
| Blason de Cerqueux (Les) | Blason  | D'argent à trois macles de gueules ; à la bordure partie au 1er d'azur chargée de six fleurs de lis d'or et au 2e de gueules chargée de six tours d'or, maçonnées de sable, ouvertes et ajourées de gueules.                                                           |
| Blason de Cerqueux (Les) | Détails | L'écu central rappelle celui des Du Puy du Fou de la Sévrie, longtemps seigneurs des Cerqueux. La bordure rappelle les armes de l'Anjou et du Poitou dans les marches communes desquelles se trouvaient Les Cerqueux. Le statut officiel du blason reste à déterminer. |

## Histoire

### Préhistoire
On a trouvé sur le territoire de la commune deux haches de pierre polie en diorite (dont une est conservée au musée de Cholet). Les lieux-dits Le Vas des pierres, La Pierre Levée, le Grand et le Petit Chiron, semblent révéler un habitat préhistorique.
Aucun vestige gallo-romain ne subsiste aux Cerqueux. Pourtant, des traces d’une station romaine ont été évoquées au village de La Grande-Troche, tout près de la voie romaine menant d’Angers à Saintes.

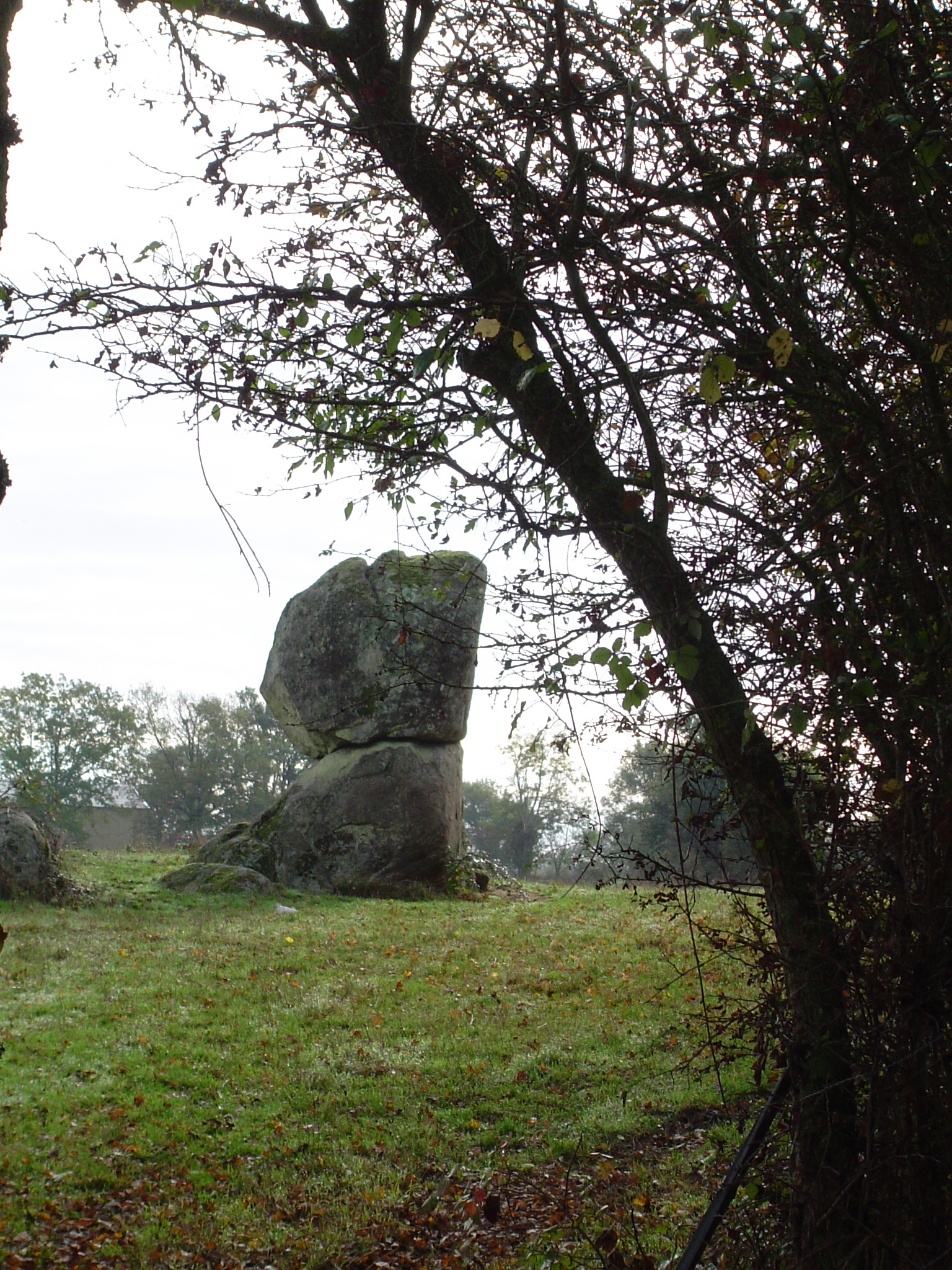
La Pierre Levée à La Petite Foucherie des Cerqueux.

Par contre, les monuments celtiques abondent – ou plutôt abondaient – aux Cerqueux, dans un périmètre circonscrit aux Foucheries (Petite et Grande), à la Petite et Grande Troche et à la Gagnerie.
Il ne fait aucun doute que les Cerqueux ont abrité d’importantes nécropoles néolithiques. Voici ce qui est relaté dans le Bulletin des antiquaires de l’Ouest : « Monsieur Gillot signala sur la voie romaine menant de Saintes à Angers le lieu-dit « Les Cerqueux de Maulévrier ». Cerqueux, dont les formes anciennes sont serqueu, Serqueuil, Sarco, Sarchia, traduites ici par « Cercueil, Sépulcre, Sarcophage ». Les archéologues connaissent ces anciennes nécropoles dont l’importance d’alors n’est pas en rapport avec la population actuelle des localités. Nul doute que Les Cerqueux de Maulévrier n’aient possédé une ancienne et importante nécropole dont ils ont tiré leur nom ».

### Moyen Âge
La paroisse des Cerqueux appartient au XIIe siècle à l’abbaye Saint-Jouin de Marnes, mais elle est sans doute de création plus ancienne. C’est dans la bulle de 1179 ou Nicolas, prieur de Saint-Jouin-de-Marnes, obtient du pape Alexandre III la reconnaissance des possessions de l’abbaye que l’on voit apparaître pour la première fois la mention de l’église des Cerqueux de Maulévrier : Ecclesiam de Sarcos de Malebrario,.
Au XIIe siècle, le seigneur temporel de la paroisse est d’abord le comte de Maulévrier, puis celui de la Sévrie. La terre forme une châtellenie avec un château fort détruit dès le milieu du XIVe siècle, et alors transférée à La Sévrie. Guillaume des Cerqueux, né au début du XIVe siècle, est qualifié, en 1367, comme seigneur de la Sévrie. De son union avec Marie des Cerqueux, il a un fils, Macé. Ce dernier a une fille, Jeanne des Cerqueux, dame de la Séverie. Celle-dernière épouse, au début du XVe siècle, Jean du Puy du Fou, dont elle a un fils, Maurice du Puy du Fou. Jean du Puy du Fou décéde avant 1473 et est inhumé dans l’église des Cerqueux. Sa veuve, Jeanne des Cerqueux, dame de la Sévrie, se remarie alors avec Guy de Rochefort qui obtient, en 1479, la permission du seigneur de Maulévrier d’avoir son banc et ses armoiries dans l’église des Cerqueux. Guy de Rochefort décède plus tard à son tour.

### Ancien Régime
Maurice du Puy du Fou, le fils de Jean du Puy du Fou et de Jeanne des Cerqueux, épouse N. de Maumusson en 1485. Il en a un fils, René du Puy du Fou. René devient donc le légitime Seigneur de la Sévrie. Mais c'est sans compter avec sa grand-mère, Jeanne des Cerqueux, qui, en troisièmes noces, a épousé Jacques de Daillon dont elle a eu un fils, Pierre de Daillon. Les Daillon tentent alors de s'arroger la châtellenie des Cerqueux au détriment des Puy du Fou. S'ensuivent procès sur procès au cours du XVIe siècle. Survient alors les guerres de religion qui touchent durement la paroisse. Eusèbe Ier du Puy du Fou est alors Seigneur de la Sévrie, gouverneur de La Garnache et lieutenant-général au gouvernement du Poitou. Il s'engage fortement dans les rangs de la Ligue catholique et guerroye assidûment dans la région pendant la seconde partie du XVIe.

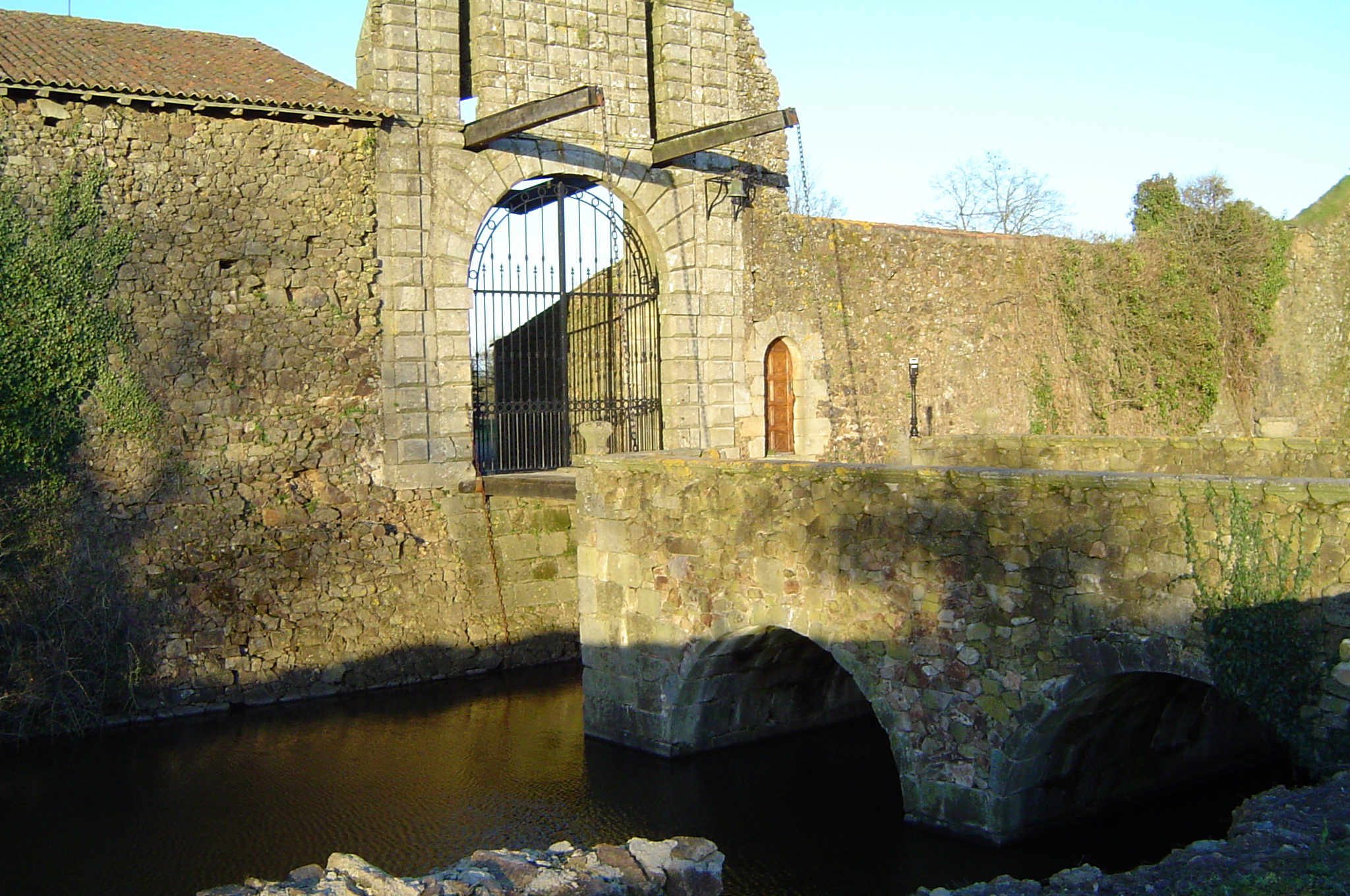
Pont-Levis et entrée du château de La Sévrie.

En représailles, son château de la Sévrie est brûlé le 31 janvier 1596 par les huguenots commandés par le Capitaine Baudouin, tenant pour le Roi au château de Vezins. C'est ce même jour où le comte de La Rochepot accorde une trêve, mais qui n'est connue que le 4 février 1596.
Les guerres de religion en sommeil, les procès débutent entre les seigneurs de La Sévrie et les seigneurs de Maulévrier, toujours dans le but de s'approprier des droits sur les terres des Cerqueux. Le seigneur de Maulévrier, Gouffier de Roanne, souhaite « tirer les marrons du feu » à l'issue du conflit récurrent opposant le Puy du Fou aux Daillon. Ces procès durent pendant toute la première moitié du XVIIe.
Eusèbe Ier du Puy du Fou a deux enfants : Suzanne qui épouse Philippe de La Haye Montbault ; et Eusèbe II qui épouse Louise Françoise Tiraqueau. Cette dernière, après le décès d'Eusèbe II et son remariage avec Mr de Neuillant, gouverneur de Niort, est nommée tutrice de Françoise d'Aubigné qu'elle héberge quelque temps à la Sévrie. Dès son arrivée, Françoise d'Aubigné fait office de servante. Chaussée de sabots, elle alla garder les dindons vêtue d'un loup et d'un chapeau de paille pour protéger son teint car la mode était aux carnations de nacre. Madame de Neuillant décide de confier l'éducation religieuse de Françoise au prêtre de la paroisse des Cerqueux. Jeune encore, Françoise d'Aubigné épouse le poète Scarron puis devient la maitresse et enfin l'épouse morganatique de Louis XIV sous le nom de Madame de Maintenon.
La branche des Puy du Fou n'ayant pas produit d'héritier, vont alors succéder des descendants par les femmes, les La Haye-Montbault. En 1767, François Abel Jameron, seigneur du Coudray-Montbault, prend le titre de baron de La Sévrie.
La Révolution sonne le glas de cette puissante demeure qui cesse alors d’être, comme on disait autrefois, « habitée noblement ».

### La Révolution et les guerres de Vendée
La première municipalité des Cerqueux, remplaçant administrativement la paroisse auprès du pouvoir Royal de Louis XVI, est élue en août 1787. Sur un électorat potentiel de 98 chefs de familles, seuls 26 peuvent voter compte tenu des conditions d’âge et surtout de revenus, et donc d’imposition fixées. Paroisse essentiellement rurale, la cure des Cerqueux y possède un cinquième des terres. C’est une des proportions les plus importantes des Mauges. De même, la présence d’un bureau de charité atteste de la relative pauvreté des habitants.
Lors de cette élection Jean-Joseph Brosseau, laboureur de 39 ans au village de la Grande Foucherie, est nommé syndic. Il a pour adjoints Pierre Simonneau, bordier à la Petite Troche et Pierre Bonin, laboureur à la Sallée. À eux trois ils payent alors 20 % de la taille due par la paroisse.
Les cahiers de doléances de la paroisse sont rédigés le 4 mars 1789 dans une auberge du village. Ils ne diffèrent pas sensiblement de ceux des autres communes d’Anjou, réclamant principalement l’abolition de la gabelle et la suppression des avantages pécuniaires des nobles et ecclésiastiques.
Située au cœur de ce que l’on appellera plus tard la Vendée militaire, à 20 km de Cholet et 12 de Châtillon-sur-Sèvre, à 8 km du fief de Henri de La Rochejaquelein et 10 de celui de Nicolas Stofflet, la paroisse des Cerqueux n’échappe pas aux évènements de 1793.
Même si certains combattants ont déjà participé dès le mois d’août 1792 à l’attaque de Bressuire, le gros des troupes (2 compagnies de 40 hommes selon Pierre Devaud) est levé début avril 1793 par Henri de La Rochejaquelein.
Les Cerqueux payent un lourd tribut aux guerres de Vendée. Plus de 50 soldats sont tués (à titre de comparaison la guerre 1914-1918 ne fera « que » 31 victimes). Le bourg et les fermes avoisinantes sont incendiés deux fois. Une première fois le 1er janvier 1794 à l’issue d’un combat entre les troupes de La Rochejaquelein et les troupes du général Grignon. Une seconde fois le 14 mars 1794 par la colonne infernale de ce même Grignon, suivant son rapport du 16 mars 1794 au général Turreau. Notons enfin qu’il faudra 50 ans, soit deux générations, pour que la commune retrouve son nombre d’habitants d’avant la Révolution.
Les combats de 1799 aux Aubiers et de 1815 pendant les Cent-Jours ne font pas d'autres victimes de la commune.
Pendant la Révolution, le château de la Sévrie est vendu comme bien national. Chauvin Hersant est le seul à se présenter aux enchères. Il eut la Sévrie à vil prix pour en faire bénéficier son gendre, Tonnet, qui habite Niort. En 1900, la Sévrie est encore dans la famille Tonnet. Le propriétaire en est le comte de Brie qui a épousé une fille Tonnet.

### Époque contemporaine
Trois jeunes hommes des Cerqueux disparaissent pendant les guerres Napoléoniennes, un autre pendant la guerre de 1870 contre les Prussiens.
En ce qui concerne la Première Guerre mondiale, une source indique, mais sans citer de noms, que 33 habitants perdent la vie. Le livre d'or des communes aux archives nationales recense quant à lui 32 noms. Enfin, le monument aux morts de la commune liste 31 morts, à l'identique du site web spécialisé MémorialGenweb qui propose en outre médailles et photos de nombreuses sépultures des soldats tués.
Lors de la Seconde Guerre mondiale, un habitant est tué et un autre porté disparu. De nombreux éléments du 6e régiment du génie d'Angers sont faits prisonniers des Allemands le 22 juin 1940 aux Cerqueux.
Un soldat perd la vie lors de la Guerre d'Algérie.

## Politique et administration

### Administration municipale
| Période                                  | Période                   | Identité              | Étiquette | Qualité                      |
| ---------------------------------------- | ------------------------- | --------------------- | --------- | ---------------------------- |
| 1794                                     | 1805                      | Pierre Devaud         |           | Cultivateur                  |
| 1805                                     | 1805                      | J. Loyal              |           | Cultivateur                  |
| 1805                                     | 1808                      | Pierre Devaud         |           | Cultivateur                  |
| 1808                                     | 1810                      | Pierre Béneteau       |           | Cultivateur                  |
| 1810                                     | 1815                      | Louis Boydron         |           | Tisserand                    |
| 1815                                     | 1826                      | Pierre Faligant       |           | Charpentier                  |
| 1826                                     | 1835                      | Marc Rabier           |           | Maréchal-ferrant             |
| 1835                                     | 1840                      | Pierre Hay            |           | Propriétaire                 |
| 1840                                     | 1845                      | Pierre-Athanase Papin |           | Propriétaire                 |
| 1845                                     | 1848                      | Joseph Brébion        |           | Tisserand                    |
| 1848                                     | 1856                      | Pierre Hay            |           | Propriétaire                 |
| 1857                                     | 1861                      | Jean Body             |           | Cultivateur                  |
| 1861                                     | 1865                      | Basile Cailleau       |           | Agriculteur                  |
| 1865                                     | 1870                      | Pierre Brégeon        |           | Agriculteur                  |
| 1870                                     | 1871                      | Basile Cailleau       |           | Agriculteur                  |
| 1871                                     | 1871                      | Pierre Michel         |           | Agriculteur                  |
| 1871                                     | 1895                      | Louis Body            |           | Agriculteur                  |
| 1895                                     | 1900                      | Pierre Michel         |           | Agriculteur                  |
| 1900                                     | 1904                      | Homère Papin          |           | Fabricant de faucilles       |
| 1904                                     | 1907                      | Basile Cailleau       |           | Agriculteur                  |
| 1907                                     | 1913                      | Calais Vivion         |           | Agriculteur                  |
| 1913                                     | 1922                      | Basile Cailleau       |           | Agriculteur                  |
| 1922                                     | 1927                      | Henri Berson          |           |                              |
| 1927                                     | 1958                      | Amand Michaud         |           | Agriculteur                  |
| 1958                                     | 1977                      | Yves Bignonet         |           | Boucher                      |
| mars 1977                                | mars 1983                 | Odile Girard          |           | Exploitante Agricole         |
| mars 1983                                | mars 2008                 | Claude Vivion         |           | Exploitant agricole retraité |
| mars 2008                                | mai 2020                  | Daniel Barbier        |           | Professeur retraité          |
| mai 2020                                 | En cours (au 26 mai 2020) | Joël Poupard          |           |                              |
| Les données manquantes sont à compléter. |                           |                       |           |                              |

Maires aux Cerqueux, une histoire de famille : Pierre Hay (1785-1870) a été maire deux fois, de 1835 à 1840 puis de 1848 à 1856. Il était le beau-père (époux de sa mère) de Pierre-Athanase Papin (1808-1866) qui fut maire à son tour de 1840 à 1845. Celui-ci était le père d’Homère Papin (1850-1932), maire de 1900 à 1904, lui-même grand-père d’Yves Bignonet (1921-1990), maire de 1958 à 1977.

### Intercommunalité
Depuis le 1er janvier 2017, la commune est membre de l'agglomération du Choletais après la fusion avec la communauté de communes du Bocage.

### Autres circonscriptions
Jusqu'en 2014, Les Cerqueux font partie du canton de Cholet-2 et de l'arrondissement de Cholet. Ce canton compte alors neuf communes et une fraction de Cholet. Dans le cadre de la réforme territoriale, un nouveau découpage territorial pour le département de Maine-et-Loire est défini par le décret du 26 février 2014. La commune reste alors rattachée au canton de Cholet-2, avec une entrée en vigueur au renouvellement des assemblées départementales de 2015.

### Jumelage
Depuis le 3 mai 1998, la commune des Cerqueux est jumelée avec la communauté de communes de Sao Joao de Lourosa au Portugal. Depuis, des rencontres à thème sont organisées chaque année entre les deux communes.

## Population et société

### Démographie

#### Évolution démographique
L'évolution du nombre d'habitants est connue à travers les recensements de la population effectués dans la commune depuis 1793. Pour les communes de moins de 10 000 habitants, une enquête de recensement portant sur toute la population est réalisée tous les cinq ans, les populations de référence des années intermédiaires étant quant à elles estimées par interpolation ou extrapolation. Pour la commune, le premier recensement exhaustif entrant dans le cadre du nouveau dispositif a été réalisé en 2007.

En 2022, la commune comptait 892 habitants, en évolution de +1,36 % par rapport à 2016 (Maine-et-Loire : +2,12 %, France hors Mayotte : +2,11 %).
| 1793 | 1800 | 1806 | 1821 | 1831 | 1836 | 1841 | 1846 | 1851 |
| ---- | ---- | ---- | ---- | ---- | ---- | ---- | ---- | ---- |
| 553  | 433  | 450  | 484  | 500  | 500  | 561  | 618  | 586  |

| 1856 | 1861 | 1866 | 1872 | 1876 | 1881 | 1886 | 1891 | 1896 |
| ---- | ---- | ---- | ---- | ---- | ---- | ---- | ---- | ---- |
| 649  | 653  | 712  | 672  | 662  | 657  | 629  | 646  | 631  |

| 1901 | 1906 | 1911 | 1921 | 1926 | 1931 | 1936 | 1946 | 1954 |
| ---- | ---- | ---- | ---- | ---- | ---- | ---- | ---- | ---- |
| 632  | 638  | 608  | 570  | 560  | 638  | 630  | 617  | 604  |

| 1962 | 1968 | 1975 | 1982 | 1990 | 1999 | 2006 | 2007 | 2012 |
| ---- | ---- | ---- | ---- | ---- | ---- | ---- | ---- | ---- |
| 582  | 569  | 540  | 548  | 632  | 641  | 770  | 788  | 863  |

| 2017 | 2022 | - | - | - | - | - | - | - |
| ---- | ---- | - | - | - | - | - | - | - |
| 873  | 892  | - | - | - | - | - | - | - |

#### Pyramide des âges
La population de la commune est relativement jeune.
En 2018, le taux de personnes d'un âge inférieur à 30 ans s'élève à 40,1 %, soit au-dessus de la moyenne départementale (37,2 %). À l'inverse, le taux de personnes d'âge supérieur à 60 ans est de 20,6 % la même année, alors qu'il est de 25,6 % au niveau départemental.
En 2018, la commune comptait 425 hommes pour 456 femmes, soit un taux de 51,76 % de femmes, légèrement supérieur au taux départemental (51,37 %).
Les pyramides des âges de la commune et du département s'établissent comme suit.
| Hommes | Classe d’âge | Femmes |
| ------ | ------------ | ------ |
| 1,4    | 90 ou +      | 2,2    |
| 6,7    | 75-89 ans    | 9,4    |
| 12,0   | 60-74 ans    | 9,4    |
| 18,8   | 45-59 ans    | 15,8   |
| 20,6   | 30-44 ans    | 23,4   |
| 16,9   | 15-29 ans    | 13,9   |
| 23,6   | 0-14 ans     | 25,9   |

| Hommes | Classe d’âge | Femmes |
| ------ | ------------ | ------ |
| 0,9    | 90 ou +      | 2,1    |
| 7      | 75-89 ans    | 9,5    |
| 16,2   | 60-74 ans    | 16,9   |
| 19,4   | 45-59 ans    | 18,7   |
| 18,2   | 30-44 ans    | 17,5   |
| 18,8   | 15-29 ans    | 17,6   |
| 19,5   | 0-14 ans     | 17,6   |

### Vie locale
Outre l'école maternelle et primaire, on trouve aussi une périscolaire, un centre de loisirs, un foyer des jeunes et une bibliothèque.
La commune bénéficie d'un service de ramassage des ordures ménagères (collecte sélective) et d'une agence postale.
La commune des Cerqueux est desservie par la ligne 31 du réseau Anjoubus qui assure le transport interurbain sur l'ensemble du département de Maine-et-Loire.
Une résidence pour personnes âgées, le foyer logement Soleine, est implantée sur la commune.

### Enseignement
Située dans l'académie de Nantes, on ne trouve sur la commune qu'une école maternelle et primaire, privée et mixte, l'école Notre-Dame-de-la-pierre-bleue.
Il n'y a pas de collège. Les enfants vont pour la plupart au collège Daniel Brottier de Maulévrier, au collège Georges Brassens de Nueil les Aubiers et dans les différents collèges et lycées de Cholet.

### Sports
Plusieurs associations sportives sont présentes sur la commue : basket-ball, football, badminton, vélo, pêche, chasse, etc.
On trouve également plusieurs sentiers de randonnée balisés, la plupart du temps interconnectés avec ceux des communes avoisinantes.

### Manifestations culturelles et festivités
Tous les ans, le premier week-end du mois de juillet, ont lieu les festivités Cerquo'folies.

## Économie
Sur 66 établissements présents sur la commune à fin 2010, 38 % relèvent du secteur de l'agriculture (pour une moyenne de 17 % sur le département), 9 % du secteur de l'industrie, 5 % du secteur de la construction, 44 % de celui du commerce et des services et 5 % du secteur de l'administration et de la santé. Cinq ans plus tard, en 2015, sur les 57 établissements présents, 30 % relèvent du secteur de l'agriculture (pour une moyenne de 11 % sur le département), 7 % du secteur de l'industrie, 7 % de celui de la construction, 47 % du secteur du commerce et des services et 9 % de celui de l'administration et de la santé.
Le plus gros employeur de la commune, avec environ 750 salariés sur plus de 3 000 en France, est Brioche Pasquier, leader français de la viennoiserie pré-emballée.

## Culture locale et patrimoine

### Lieux et monuments

#### Sites classés
La commune des Cerqueux détient 12 bâtiments ou œuvres inscrits au Patrimoine, mais aucun(e) aux Monuments historiques.

#### Inventaire général (civil)
- Maison, rue Amand Michaud, datée de 1651.
- Ferme de Boisdon du XVIIIe siècle.
- Château de Daillon du XVIe siècle.
- Maison du bourg du XVIIe, XIXe et première moitié du XXe siècle.
- Maison du bourg du XVIIe siècle.
- Demeure dite "Le vieux Logis" du XVIe siècle.

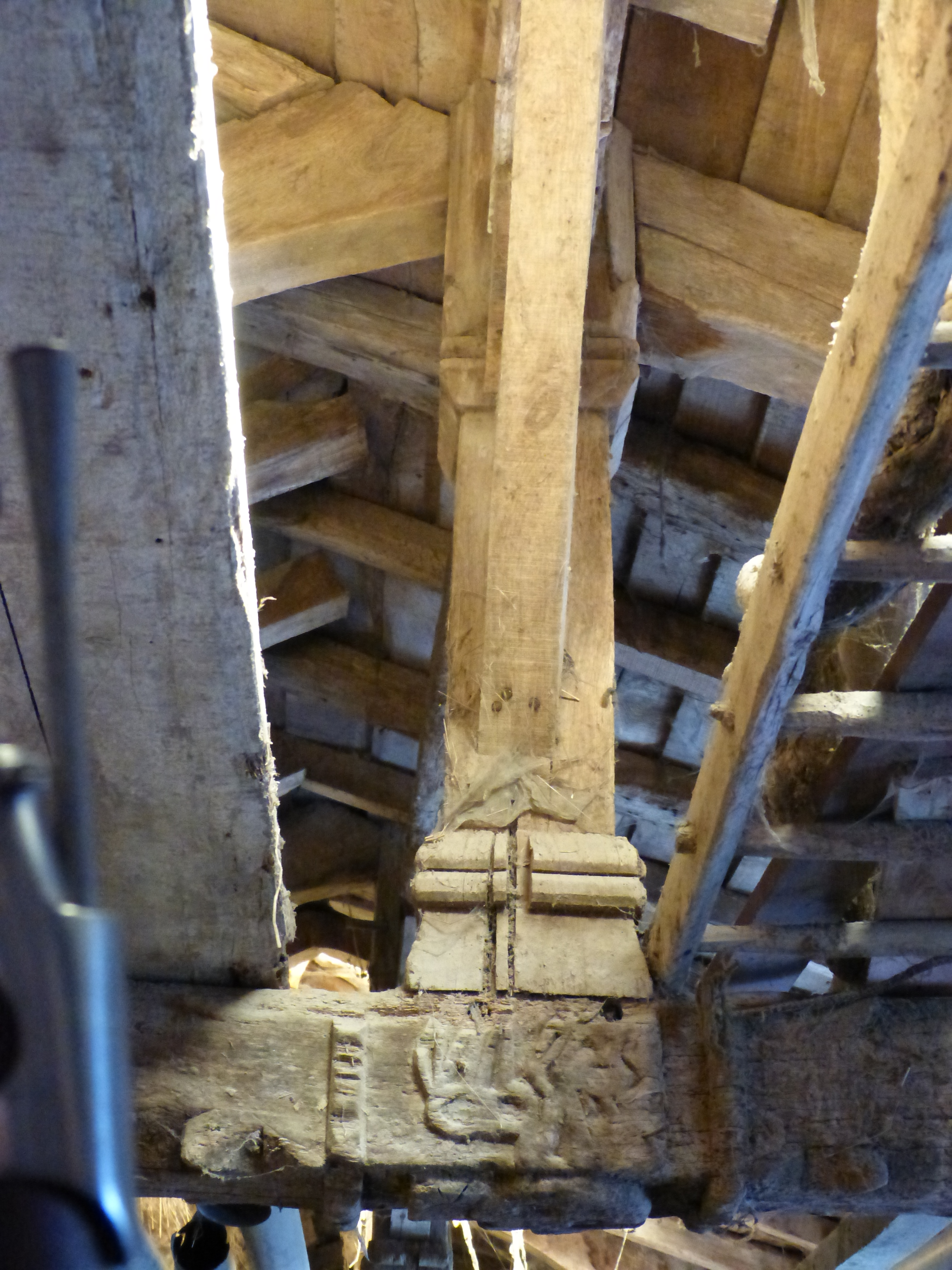
Charpente de l'écurie de Boisdon aux Cerqueux (fin XVIIIe).
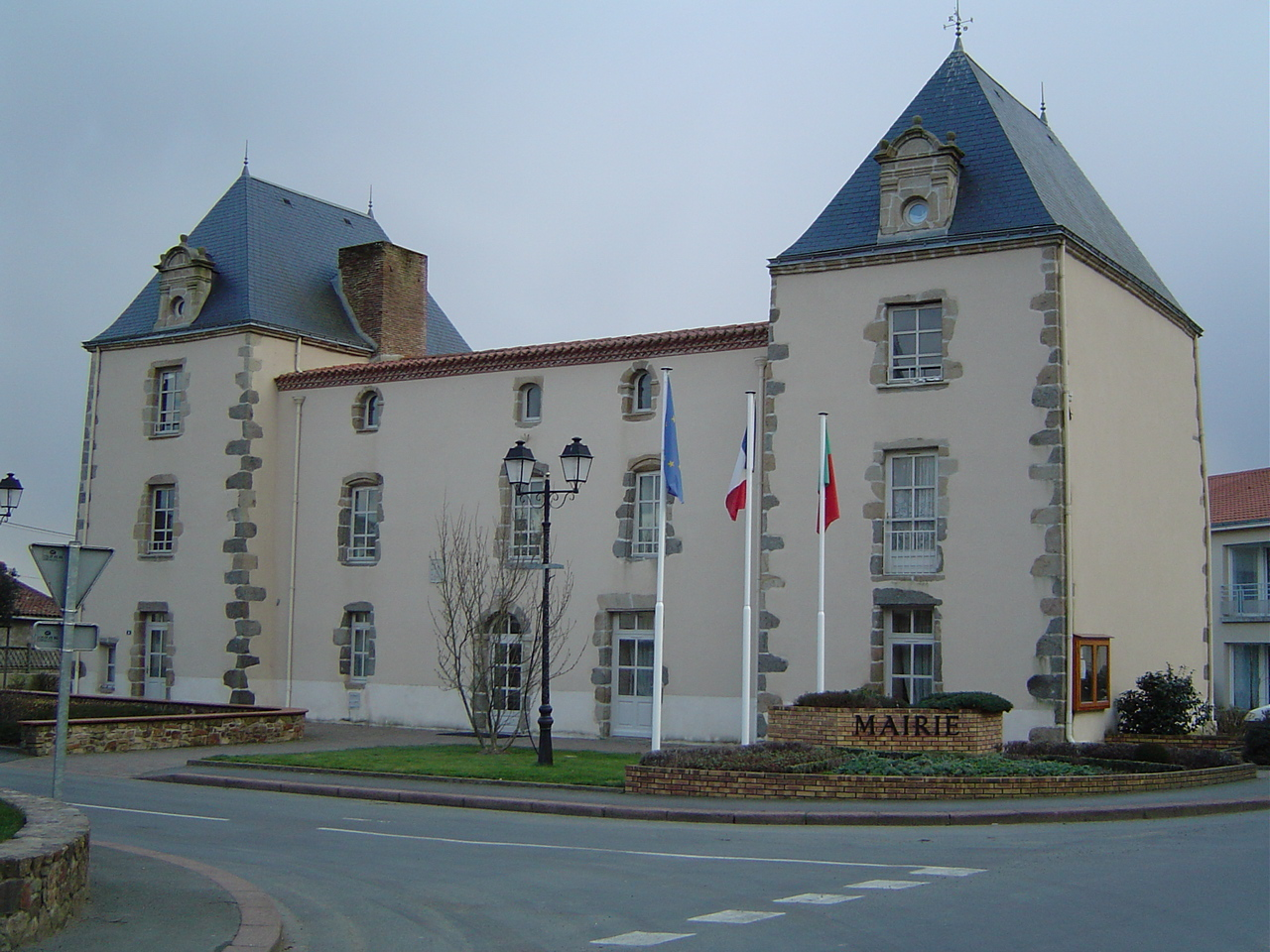
Le Logis du XVIe siècle, actuelle mairie.
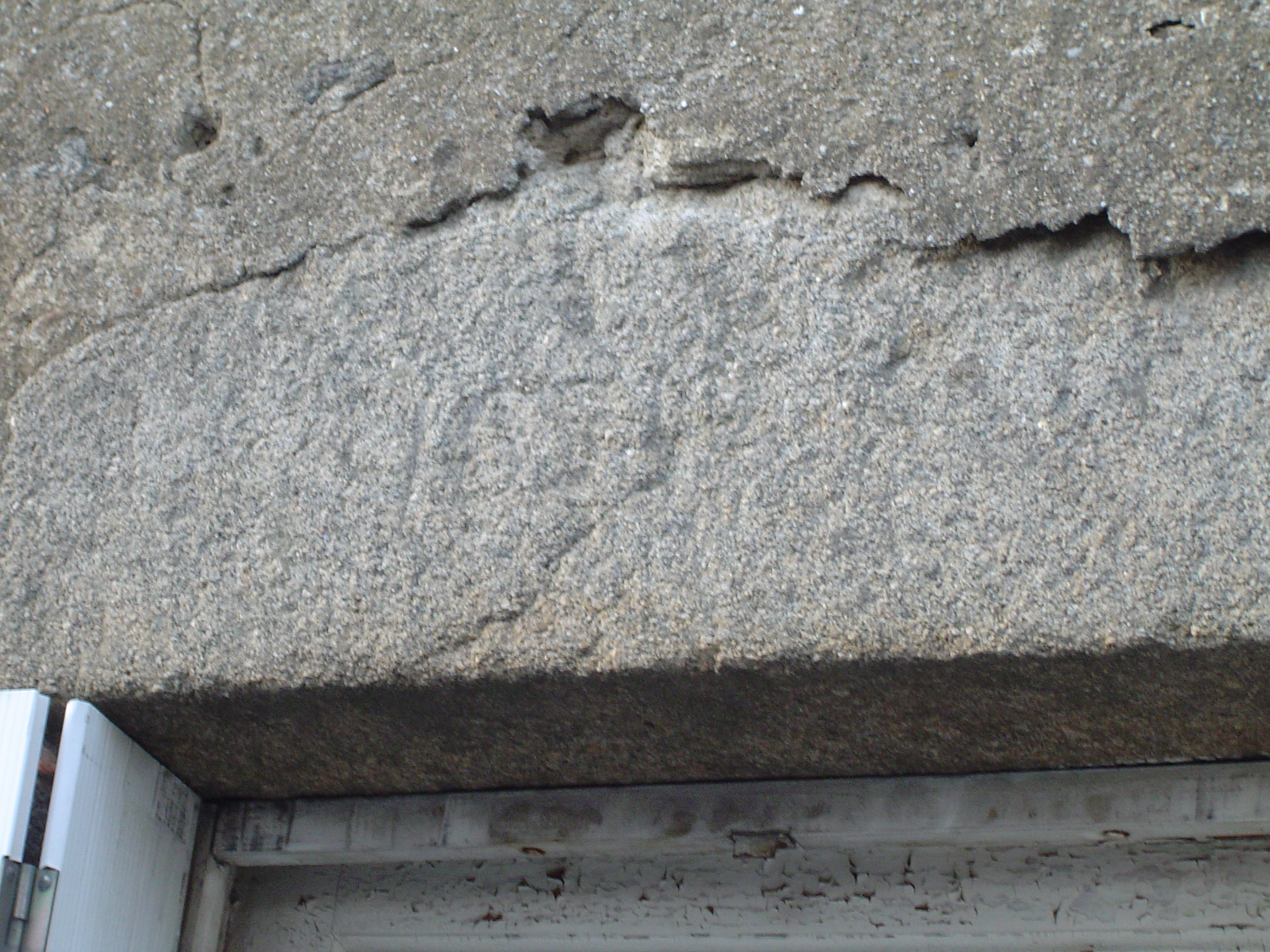
Linteau daté de 1651 au 4 de la rue Amand Michaud.
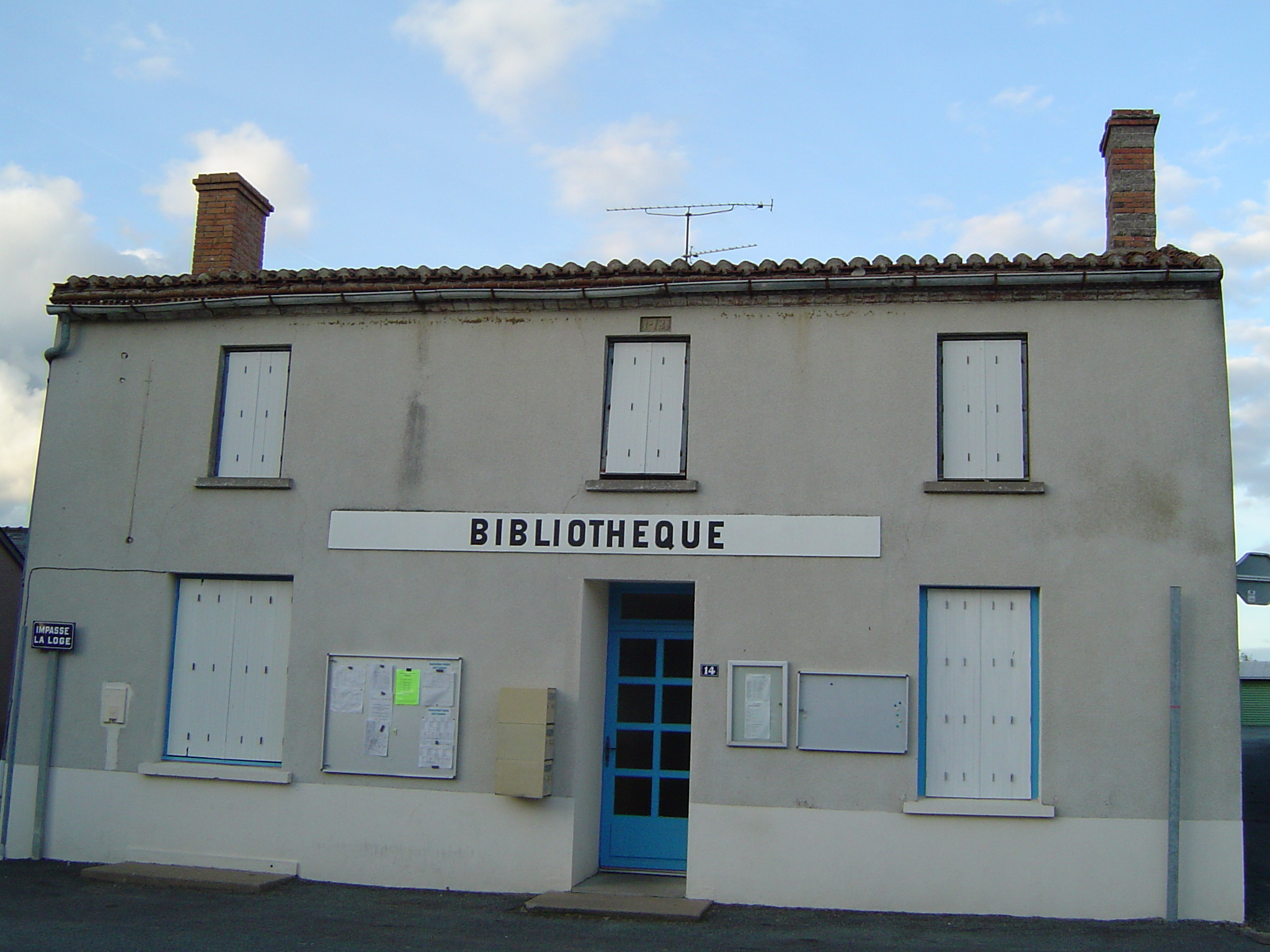
Ancienne Bibliothèque au 14 de la rue Amand Michaud, datée de 1781.

##### Inventaire général (religieux)
- Croix de chemin à La Grande Troche, datée de 1950.
- Croix de chemin au lieu-dit Les Pâtis.
- Croix de chemin rue Saint-Jacques de 1934.
- Oratoire de 1844 à l'entrée du chemin de La Bardonnière.
- Chapelle Notre-Dame de la Grande-Troche du XIXe siècle.
- Église paroissiale Saint-Jean-Baptiste, rénovée en 1831, 1854.

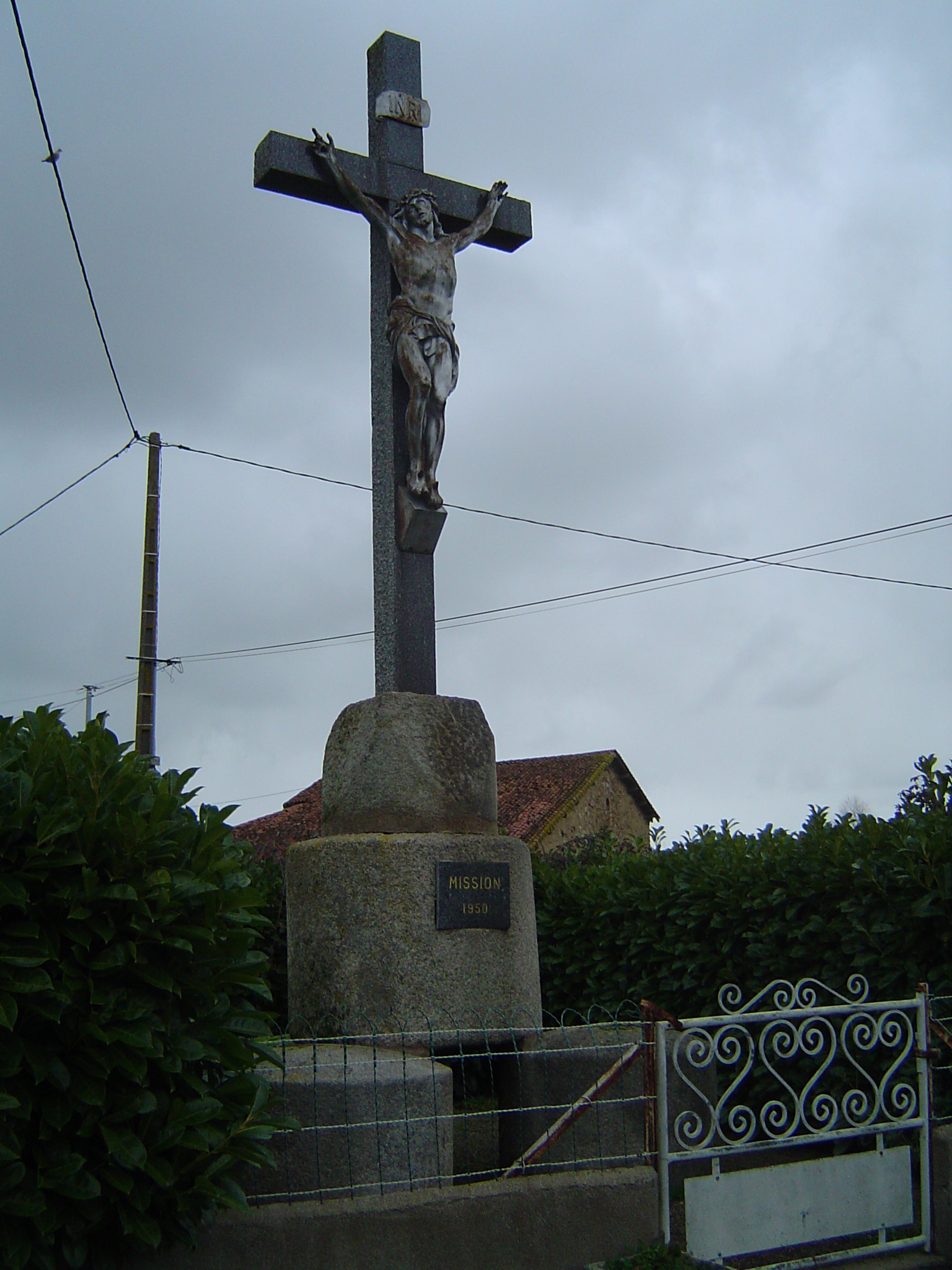
Croix de 1950 au centre du village de La Grande Troche.
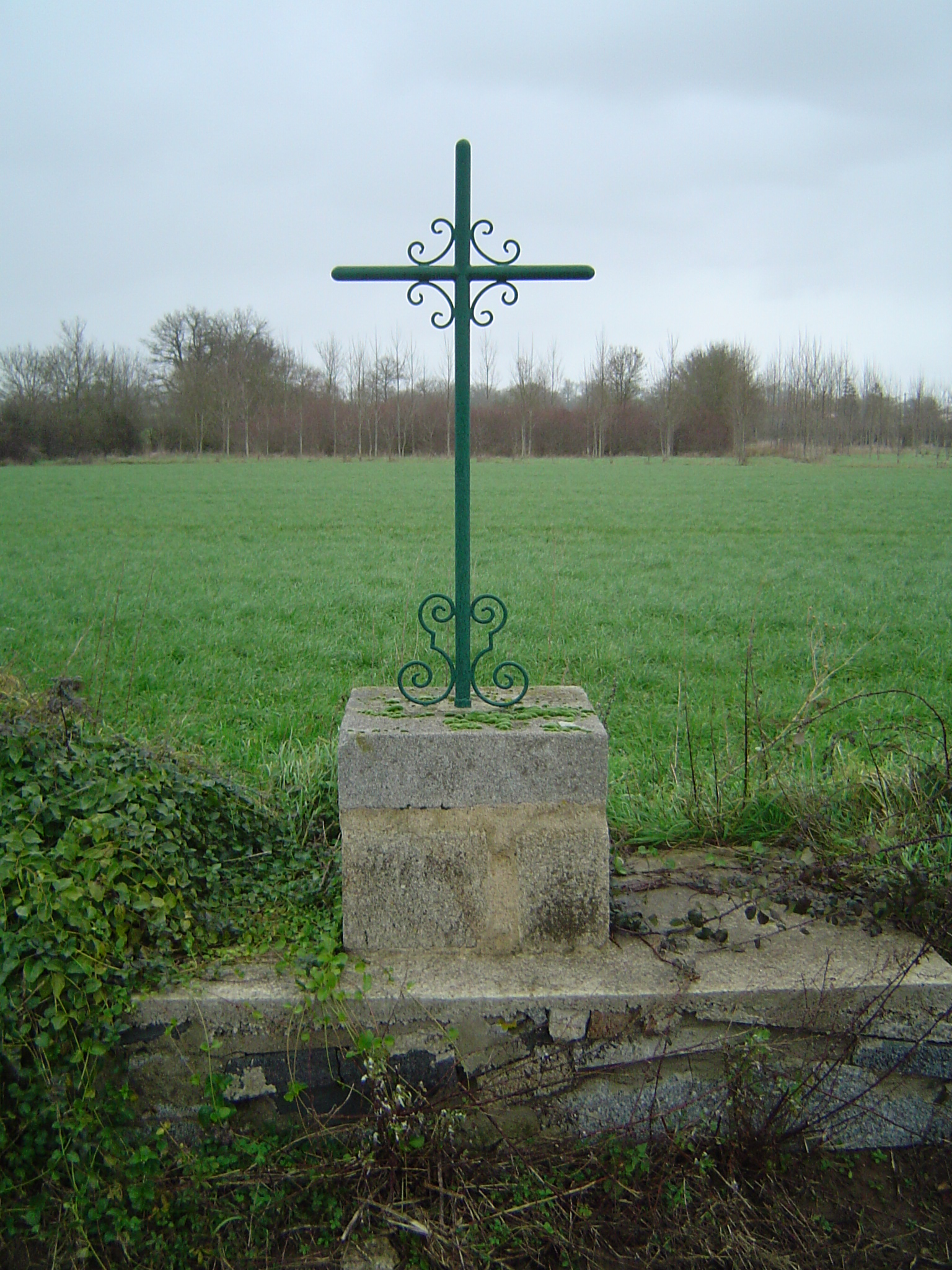
Croix de chemin au lieu-dit Les Pâtis.
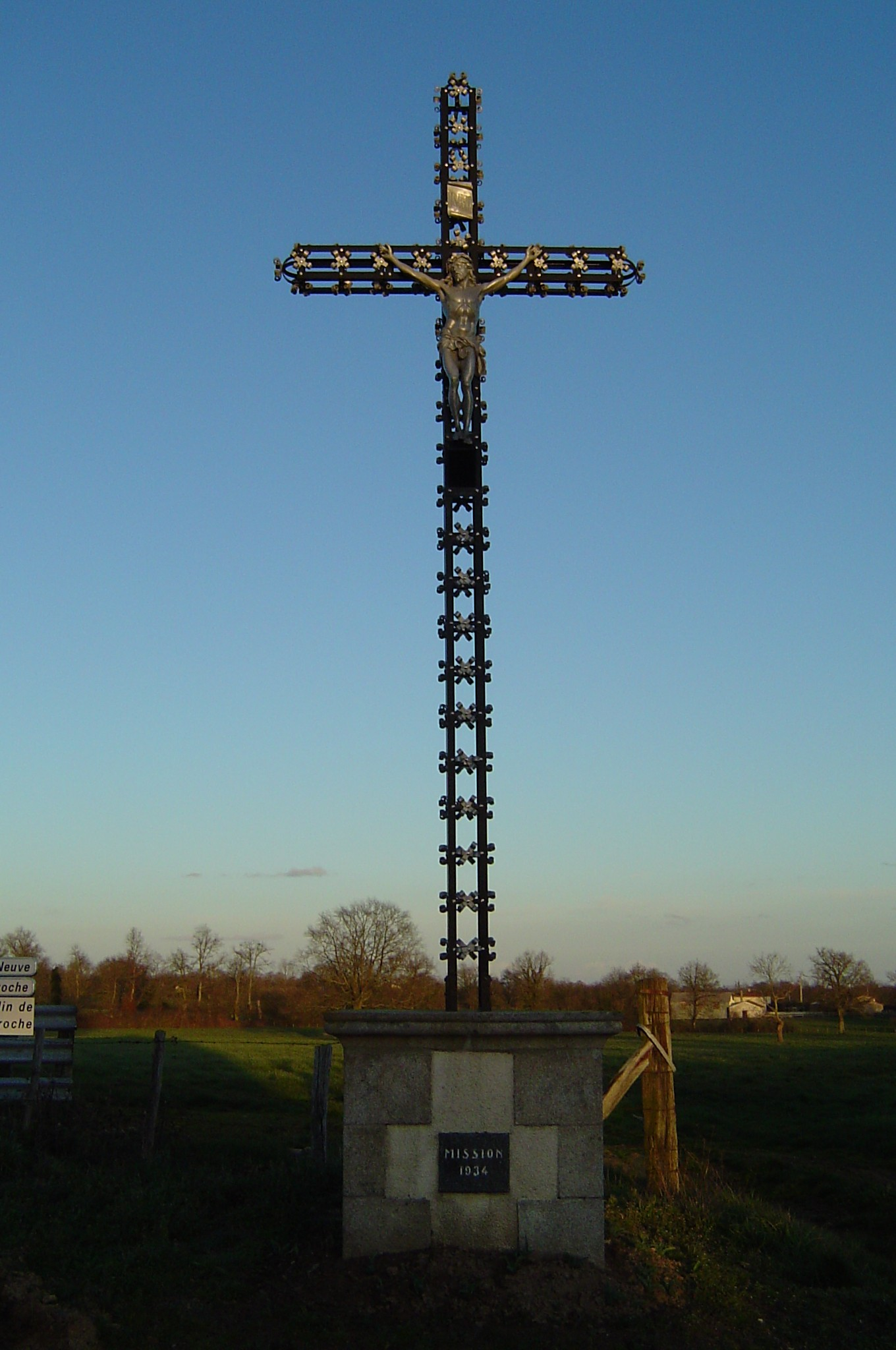
Croix de chemin de 1934 Rue Saint Jacques.
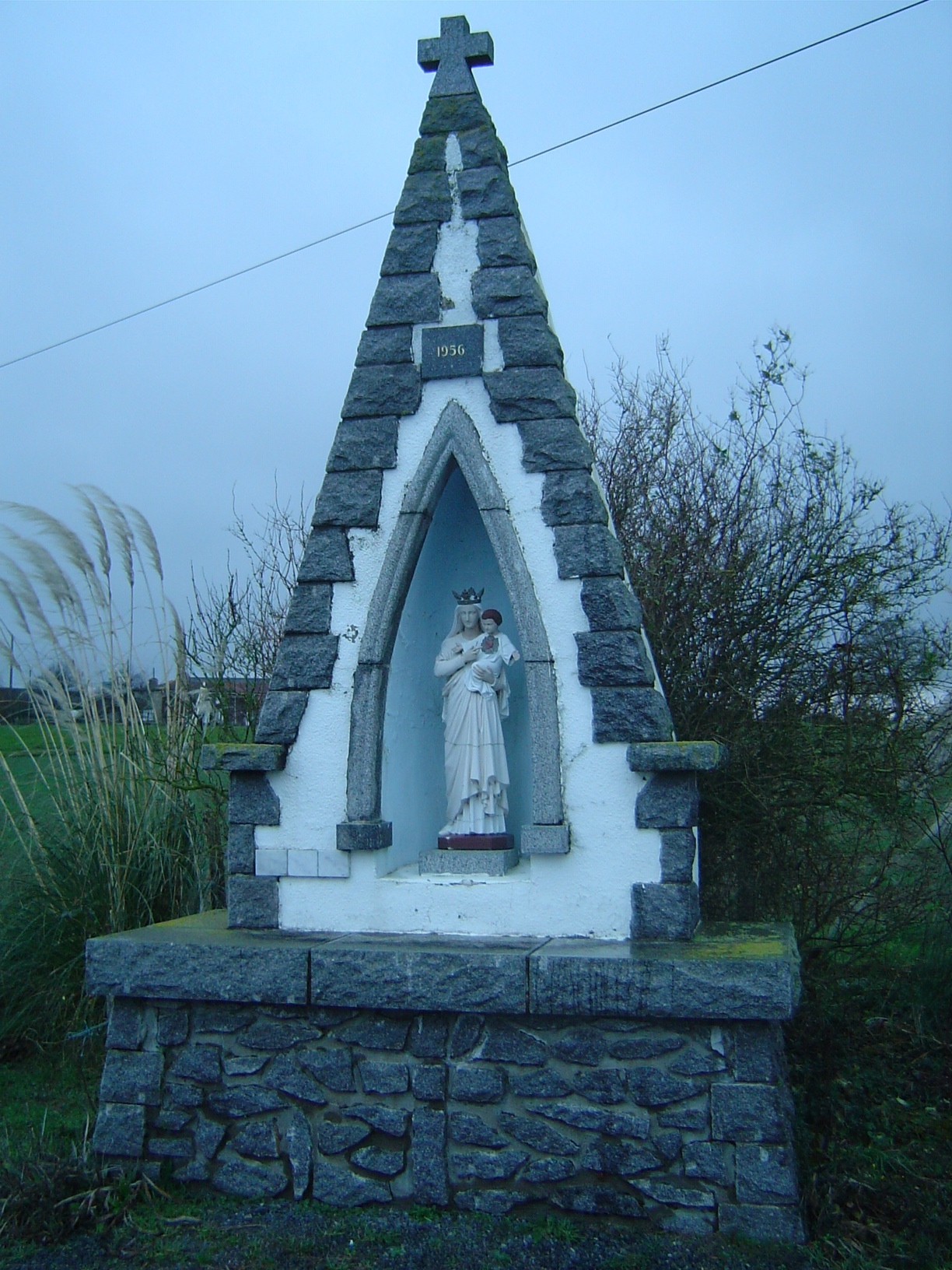
Oratoire de La Bardonnière, datant de 1844, rénové en 1856.
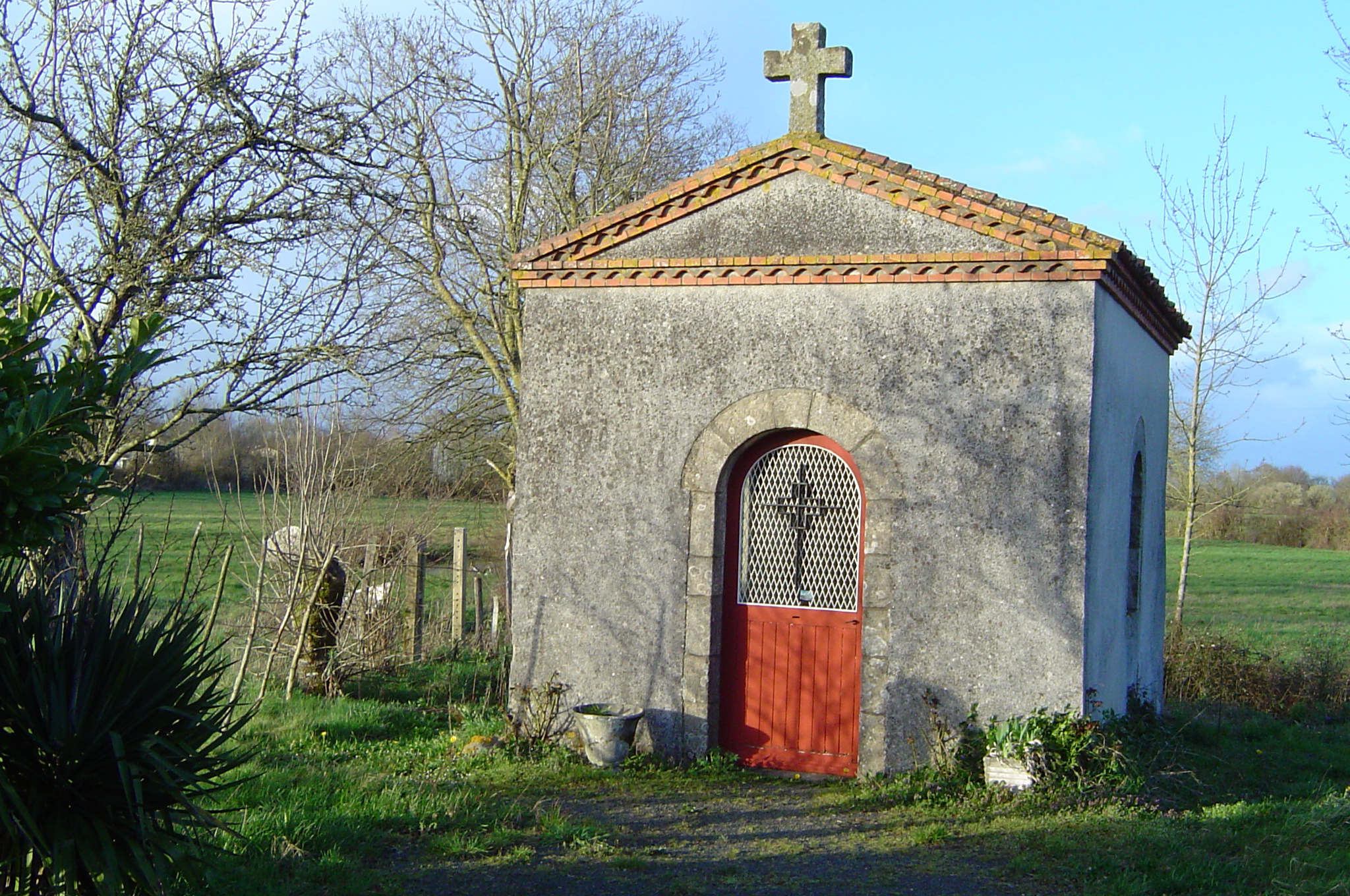
Chapelle Notre-Dame de la Grande-Troche du XIXe siècle.
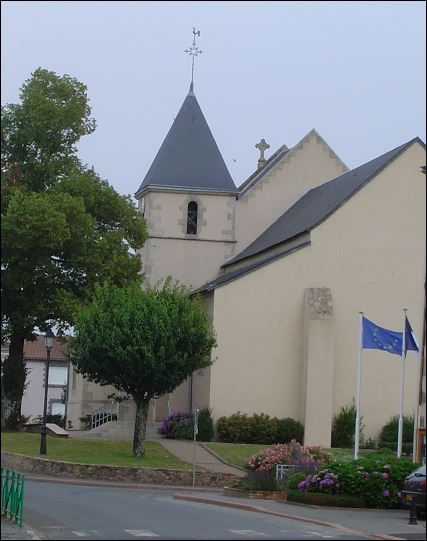
Eglise Saint-Jean-Baptiste.

### Personnalités liées à la commune
- Pierre Devaud[70], premier maire de la commune[71].
- Dominique Blanchet (1966- ), nommé évêque de Belfort-Montbéliard par le Pape François depuis le 21 mai 2015.